# Aeroportul Aniwa
Aeroportul Aniwa (IATA: AWD, ICAO: NVVB) este un aeroport din Vanuatu ce deservește zona Aniwa Island⁠(d).
Situat la o altitudine de 33 m, aeroportul dispune de o singură pistă.